# Conker's Pocket Tales
Conker’s Pocket Tales es un videojuego de acción-aventura desarrollado por Rare y lanzado para el Game Boy color en 1999. Es el primer juego en la serie Conker y sigue la historia de Conker la Ardilla mientras recupera sus regalos de cumpleaños robados y rescata a su novia Berri, quién ha sido secuestrada por el malvado Acorn. El cartucho es doble formato, permitiéndole así también correr en el Game Boy original con algunas diferencias de jugabilidad.

## Jugabilidad
Conker’s Pocket Tales sigue la historia de Conker la Ardilla mientras recupera sus regalos de cumpleaños y rescata a su novia Berri después de que fueron robados y ella capturada por el malvado Acorn. El juego se juega desde una perspectiva descendente, donde Conker explora grandes entornos en su intento para encontrar sus regalos hurtados. Por medio de la colección de un cierto número de regalos en cada área y la derrota de un jefe, los jugadores desbloquean acceso al próximo. En adición a las habilidades básicas de correr y brincar, Conker puede realizar en medio del aire un golpe al suelo que puede activar botones para resolver acertijos. Conker igualmente posee la habilidad para escarbar en pedazos de tierra suelta, emergiendo en otro pedazo predeterminado para alcanzar áreas inaccesibles, y también utiliza una resortera para derrotar enemigos o activar interruptores distantes. Los acertijos además pueden resolverse por medio de empujar bloques hacia ranuras en el suelo. 
El juego puede ser utilizado en ambos el Game Boy y el Game Boy Color. Sin embargo, el diseño y algunos eventos en el juego son diferentes dependiendo de la consola donde se utilice. El juego puede ser pausado y el progreso guardado en cualquier parte en un Game Boy Color o cualquier modelo subsiguiente como el Game Boy Advanced, pero el progreso puede solamente ser guardado en puntos específicos cuando es jugado en un Game Boy original. 

## Desarrollo y Lanzamiento
Conker’s Pocket Tales es el primer videojuego de Game Boy Color que fue desarrollado por Rare. El juego fue lanzado en Norteamérica el 8 de junio de 1999 y en Europa en agosto de 1999.

## Recibimiento
Conker’s Pocket Tales generalmente recibió reseñas mixtas de parte de los crítico s. En una reseña muy positiva, la revista Planet Game Boy alabó el tamaño del juego incluyendo sus minijuegos, declarando que las extensas 20 horas de vida de Pocket Tales “pasarán volando”. Similarmente, N64 Magazine declaró que el juego es “mucho más cautivador de lo que esperarías que fuese luego de su desalentador comienzo”, resaltando sus aspectos de extensión, acertijos y exploración. Aunque la revista concluyó que el juego no está para nada cerca tan bueno como The legend of Zelda: Link’s Awakening DX, comoquiera lo consideró uno de los mejores juegos del Game Boy Color al momento de su lanzamiento.